# Erannis punctata
Erannis punctata là một loài bướm đêm trong họ Geometridae.